# Partyflock
Partyflock est une communauté virtuelle néerlandaise composée d'internautes intéressés par la scène musicale house et autres types de musiques électroniques. Depuis 2001, Partyflock devient la plus grande communauté en ligne aux Pays-Bas avec plus de 400 000 membres inscrits et plus de 500 millions de visites mensuelles. 

## Histoire
En 2001, Partyflock est lancé par Thomas van Gulick, un étudiant de l'université de Twente. L'université de Twente et le Studenten Net Twente ont attribué plus de possibilités au site en lui permettant d'accéder à un meilleur trafic web, tant que le site n'avait aucun but commercial. À la fin des études de Thomas, Partyflock quitte le campus et devient un site internet indépendant. Jusqu'en mars 2005, Partyflock est uniquement dirigé par des volontaires. 
En février 2007, Partyflock organise un grand festival de dance au Gelredome d'Arnhem pour célébrer le cinquième anniversaire du site. 19 000 membres, appelés « flockers », participent à l'événement. En février 2008, Partyflock compte 403 754 membres actifs et accueille un demi-million de visites par mois. De nouvelles sections importantes sont ajoutées dont un calendrier de booking pour 23 500 artistes, et des données pour 4 525 lieux et 2 200 organisations ; une section photo y est incluse avec plus de 400 000 photos d'événements, et un forum interactif dans lequel les internautes peuvent discuter d'une variété de sujets. Les sujets incluent la musique, les nouvelles sorties musicales, les événements et festivals, les producteurs et DJ ; en plus de sports, santé, sociologie et événements d'actualités. Partyflock contient également un forum dans lequel les membres peuvent communiquer en anglais.